# Кюльхири (озеро, Красноармейский район)
Кюльхири (чув. Кӳлхĕрри) — озеро в Красноармейском районе Чувашии.
Озеро расположено на расстоянии 6,5 км юго-западнее районного центра Красноармейское, у северо-восточной окраины деревни Кюльхири. Площадь, занимаемая озером, составляет 6,7 га, максимальная глубина — 13,7 м, длина — 340 м, ширина — 270 м. Озеро имеет типично карстовое происхождение, овальной формы.

## Этимология
Название происходит от чув. кÿлĕ — озеро. Про озеро в народе ходят различные поверья. Многие это озеро называют бездонным. Считают, что если человек решил искупаться, то он обратно не выплывет. Скорее всего это связано с тем, что на дне имеются крупные родники, которые понижают температуру даже поверхностных вод в местах выхода подземных вод.

## Физико-географическая характеристика
Самое глубокое место находится в северо-восточной стороне в 60—70 м от берега. В восточной, северо-восточной сторонах дно каменистое. На северо-восточном берегу обнаружены белемниты, аммониты (древние ископаемые животные). На западной, южной сторонах дно илистое.
По рассказам местных жителей, именно на этой стороне в 50-х годах I века добывали сапропель, торф и использовали для обогащения почвенного плодородия. Таким образом озеро очистили от ила, немного расширили и углубили.
В последние годы[когда?] с этой стороны идёт интенсивное заиление. Этому способствует крутизна склона, интенсивная пахота вдоль побережья, отсутствие кустарников, древесной растительности. Вода в озере чистая, без запаха, прозрачность по диску Секки — 130 см (сентябрь 1996 года).

### Флора и фауна
Видовой состав прибрежной травянистой растительности беден, что связано с интенсивным антропогенным воздействием и представлен осокой, мятликом, камышом.
В мелководной части озера идёт интенсивное зарастание элодеей канадской.
Из рыб в озере водятся карась золотистый, серебряный окунь, карп.

### Экологическое состояние
С западной, южной сторон в последние годы идёт интенсивное заиливание дна. Этому способствует крутизна склона, интенсивная пахота вдоль побережья, отсутствие кустарников, древесной растительности.

## Хозяйственное значение
Для жителей деревень Кюльхири и Сирмапоси озеро имеет большое хозяйственное значение. Они используют воду озера для орошения.